# زعفران نقبي
الزعفران النقبي (باللاتينية: Crocus naqabensis) نوع نباتي ينتمي إلى جنس الزعفران من الفصيلة السوسنية.

## الموئل والانتشار
موطنه بلاد الشام.